# Die großmütige Tomyris
Die großmütige Tomyris ist eine Barock-Oper (Originalbezeichnung: „Sing-Spiel“) in drei Akten von Reinhard Keiser. Das Libretto verfasste Johann Joachim Hoë nach dem italienischen Libretto L'amor di figlio non conosciuto von Domenico Lalli. Das Werk wurde erstmals 1717 in der Oper am Gänsemarkt in Hamburg aufgeführt. Dem Textbuch zufolge handelt es sich um Keisers 68. Oper. 1723 erschien eine revidierte Fassung, die unter anderem zwei Arien von Giovanni Bononcini enthält.
Die Oper ist vorwiegend in deutscher Sprache geschrieben, enthält aber auch einige Arien in italienischer Sprache. Ein Großteil der Arien steht in Da-capo-Form.

## Handlung

### Erster Akt
Im Vorhof des Mars-Tempels feiern die Massageten mit ihrer Königin Tomyris den Jahrestag ihres Sieges über den Perserkönig Cyrus, der im Kampf gefallen war. Mars wird ein Opfer gebracht.
Tomyris wird von den beiden Königen Doraspe von Damasco und Policares von Lydien umworben. Sie hatte vor dem Kampf versprochen, sich nach einem Sieg für einen von ihnen zu entscheiden, hält jedoch jetzt beide hin, weil sie insgeheim ihren Feldherrn Tigranes liebt.
Tigranes schließt Freundschaft mit Doraspe und Policares. Die beiden Könige beschließen, dass derjenige von ihnen, für den sich die Königin entscheiden werde, dem anderen seine Schwester zur Frau geben werde.
Wieder allein gedenkt Tigranes seiner Liebe zur persischen Prinzessin Meroë, der Tochter des besiegten Cyrus, die er für tot hält.
Meroë erscheint verkleidet mit ihrem Vertrauten Latyrus, um den Tod ihres Vaters zu rächen. Sie geben sich als armenische Wahrsager aus. Meroë erkennt ihren Geliebten Tigranes unter den Feinden und ist empört. Latyrus rät zur Besonnenheit, weil sie die Hintergründe noch nicht kennen. Die unerkannte Meroë erzählt Tigranes, dass sie Gift genommen und ihn bis zuletzt geliebt habe. Es sei aber durch Zauberei möglich, dass er sie noch einmal sehen könne. Zum Dank bietet Tigranes an, die beiden bei der Königin einzuführen.
Meroë erblickt unter der Tempel-Ausstattung den Kopf ihres Vaters und fällt vor Schreck kurz in Ohnmacht. Sie schwört Rache.
Tomyris kann sich immer noch nicht für einen der beiden Könige entscheiden und lässt sie holen, um ihnen das mitzuteilen.
Tigranes führt die vermeintlichen Wahrsager zu Tomyris. Sie sollen voraussagen, welchen der beiden Könige sie heiraten werde. Sie prophezeien, dass sie sich für keinen von ihnen entscheiden werde. Als Meroë, um sie zu prüfen, als zukünftigen Gemahl Tigranes nennen möchte, wird sie von Tomyris unterbrochen.
Tomyris hält Audienz für Policares und Doraspe, um ihnen ihre Entscheidung kundzugeben. Auch Tigranes ist anwesend und wird von ihr als gleichrangig behandelt. Das erzürnt die beiden Könige, die Tigranes für niederrangig halten. Tigranes war als Kind von einem Piraten dem König von Armenien als Geschenk übergeben worden und gilt nun als dessen Erbe. Tomyris gibt Tigranes einen Ring als Zeichen seiner Verdienste. Sie wolle denjenigen heiraten, dem er den Stein weitergibt.
Tigranes fordert die Policares und Doraspe zum Zweikampf auf. Derjenige von ihnen, der ihn besiegen könne, solle Tomyris heiraten.
Die als Zauberer verkleideten Meroë und Latyrus haben in einer Höhle alles vorbereitet, um für Tigranes den angeblichen Geist Meroës herbeizurufen.
Tigranes kommt, und die Beschwörung kann beginnen.
Der vermeintliche Geist Meroës erscheint und beschuldigt Tigranes, sie verlassen zu haben. Tigranes schwört, dass er sie immer noch liebt und zu ihr zurückkehren werde, wenn sie wieder lebendig werden könnte. Meroë gibt sich nun zu erkennen und verlangt von ihm, dass er sie bei ihren Racheplänen gegen Tomyris unterstützt. Nach einigem Zögern ist Tigranes bereit dazu. Er soll einen Brief an den persischen General Milciades schreiben, damit dieser sein Heer an die Grenze schickt.
Tigranes steckt in einem Gewissenskonflikt. Er beschließt, den Brief so zu formulieren, dass er als Verrat erkennbar ist, aber doch seine Treue sowohl zu Tomyris als auch zu Meroë beweist. Dadurch möchte er Meroës Rachedurst dämpfen.

### Zweiter Akt
Die Königin Tomyris wird im Festsaal vom Volk bejubelt.
Sie erfährt von Policares vom geplanten Zweikampf und verbietet diesen. Tigranes gibt ihr den Ring zurück. Tomyris muss die Wahl nun wieder selbst treffen.
Tomyris wirft Tigranes vor, dass er ihren Ehemann mit Hilfe von Gewalt auswählen wollte. Noch kann sie ihm ihre Liebe nicht gestehen. Er soll sich aber aus allen Kämpfen heraushalten und das Heer zu den Grenzen schicken.
Im königlichen Garten zeigt er Meroë seinen an Milciades geschriebenen Brief. Dieser beweist seine Treue zu ihr.
Tomyris spricht mit der wieder als Wahrsager Magus verkleideten Meroë über ihre Liebe zu Tigranes. Diese teilt ihr mit, dass Tigranes insgeheim eine Andere liebt. Magus soll nun sofort zu ihm gehen und ihm Tomyris' Liebe offenbaren – jedoch ohne ihm mitzuteilen, dass er von ihr gesandt wurde.
Meroë bekräftigt noch einmal ihren Wunsch nach Rache.
Tigranes beauftragt Orontes, den Brief an Milciades zu senden.
Tomyris beauftragt Orontes, ihren Untertanen Geschenke auszuteilen. Sie begibt sich mit ihren Hofdamen ins Bad.
Policares, Doraspe und Tigranes beteuern sich noch einmal ihre gegenseitige Freundschaft.
Policares ist besorgt, dass sich Tomyris gegen ihn entscheiden könnte.
Tomyris schickt ihre Begleiterinnen fort und bleibt allein im Bad zurück und schläft ein. Im Traum erscheinen ihr die allegorischen Figuren Rache, Mordsucht, Schicksal und Gerechtigkeit sowie die Geister des Cyrus, ihres von Cyrus ermordeten Sohnes Seleucus, Furien und anderen Gestalten.
Meroë erblickt die schlafende Tomyris und versucht, sie zu erdolchen. Tigranes kann sie im letzten Moment daran hindern. Tomyris erwacht und erblickt Tigranes mit dem Dolch. Sie hält ihn für den Täter und Magus (Meroë) für ihren Retter.
Tigranes liebt Meroë weiterhin und nimmt die Schuld auf sich. Tomyris und Orontes können seine Beweggründe nicht verstehen.
Tomyris dankt Magus (Meroë) für ihre Rettung. Sie soll zu Tigranes gehen und versuchen, sein Motiv zu ergründen und ihn zur Reue zu bewegen.
Meroë hat insgeheim vor, Tigranes zu befreien. Sollte ihr das nicht gelingen, will sie sich selbst töten.

### Dritter Akt
Tigranes steht vor Gericht. Policares kommt hinzu und berichtet von einem neuen Verbrechen. Er hat den Brief an Milciades abgefangen, der Tigranes noch mehr beschuldigt. In diesem Brief bittet er Milciades, das persische Heer an die Grenze zu verlegen und verkleidet zu ihm zu kommen, damit sie gemeinsam Cyrus’ Tod rächen können.
Tigranes wird herbeigeführt. Er bestätigt, den Brief geschrieben zu haben, sagt aber auch, dass der Inhalt eine Täuschung sei, deren Hintergrund er jetzt noch nicht erklären könne. Tigranes wird bis zur endgültigen Klärung wieder abgeführt.
Policares bittet Tomyris erneut um ihre Hand. Diese kann jedoch jetzt nicht an die Liebe denken.
Magus (Meroë) prophezeit Tomyris, dass Tigranes nicht sterben werde. Sie wolle zu ihm gehen und durch Zauberei den Hintergrund für seine Taten in Erfahren bringen. Insgeheim plant sie jedoch, ihn zu befreien.
Tomyris beschließt, selbst zu Tigranes zu gehen, um ihn zu Reue und Liebe zu bewegen.
Im Gefängnis bekräftigen Tigranes und Meroë ihre gegenseitige Liebe.
Tomyris kommt hinzu. Sie möchte Tigranes selbst befreien und gibt ihm den Gefängnisschlüssel. Er lehnt ihn jedoch ab.
Tigranes ist allein in seiner Zelle zurückgeblieben. Er bereut nichts, da er einzig aus Ehre und Liebe gehandelt hat.
Die Hinrichtung auf dem Gerichtsplatz steht bevor. Meroë teilt Latyrus mit, dass sie ihre Schuld gestehen möchte, um Tigranes zu retten. Er entgegnet ihr, dass sie dadurch ihren Racheeid brechen würde.
Tomyris bittet Magus (Meroë) um einen Zauber, damit sie ihre Schmerzen lindern und Tigranes vergessen kann.
Doraspe weist Tomyris darauf hin, dass das Volk keinen weiteren Aufschub der Hinrichtung mehr dulden könne.
Tigranes wird herbeigeführt. Er beteuert weiterhin seine Treue zu Tomyris und dem Volk. Er wird an eine Säule gebunden, um von Soldaten mit Pfeilen erschossen zu werden.
Meroë hat ihre Verkleidung abgelegt, erscheint auf dem Gerichtsplatz und gesteht ihre Schuld. Tigranes wird losgebunden.
Orontes kommt hinzu. Er hat einen weiteren Brief von Tigranes an Milciades abgefangen, in dem er diesem mitteilte, dass er den ersten Brief ignorieren solle, weil er nur zur Täuschung geschrieben war. Damit ist seine Unschuld vollständig erwiesen.
Policares erscheint mit neuen Nachrichten. Er hat herausgefunden, dass Tigranes in Wirklichkeit Tomyris' verschollener Sohn Archinto ist. Er war als Kind vom Räuber Lurco entführt und nach Armenien geschickt worden. Tomyris erkennt nun, woher ihre Liebe zu ihm kam. Sie ist gerührt und verzeiht auch Meroë, damit sie Tigranes heiraten kann. Sie selbst will Policares heiraten, weil er ihr ihren Sohn zurückgeführt hat. Scythen und Perser feiern gemeinsam den glücklichen Ausgang.

## Aufführungsgeschichte
Die Uraufführung der Erstfassung fand 1717 in der Oper am Gänsemarkt in Hamburg statt. Die Titelrolle wurde dabei von der damals berühmten Sopranistin Margaretha Susanna Kayser gesungen. Die revidierte Fassung wurde dort 1723 gegeben.
Aus neuerer Zeit sind einige Aufführungen und eine CD-Aufnahme belegt:
- 1978 wurde die Oper konzertant zum 300-jährigen Jubiläum an der Hamburgischen Staatsoper unter der Leitung von Jürgen Jürgens aufgeführt. Solisten waren unter anderem Faye Robinson, Gabriele Fuchs und Anthony Rolfe Johnson.[2]
- Im April 1988 gab es eine Aufführungsreihe im Theater im Pfalzbau, Ludwigshafen am Rhein mit dem Linde-Consort unter Hans-Martin Linde. Es sangen Gabriele Fontana (Tomyris), Marianne Hirsti (Meroë), Stefan Dahlberg (Policares), Christoph Prégardien (Tigranes), Oskar Pürgstaller (Latyrus), Alan Cemore (Doraspe) und Wolfram Krohn (Orontes). Von diesen Aufführungen ist ein Live-Mitschnitt auf Schallplatte und CD erschienen.[3]
- 2010 gab es eine Inszenierung im Stadttheater Gießen unter der musikalischen Leitung von Michael Schneider und der Regie von Roman Hovenbitzer. Die Darsteller waren Odilia Vandercruysse (Tomyris), Matthias Ludwig (Doraspe), Patrick Henckens (Policares), Christian Zenker (Tigranes), Carla Maffioletti (Meroë), Alexander Herzog (Latyrus), Tomi Wendt (Orontes / Götterbote), Chi Kyung Kim (Jupiter), Neivi Martinez (Die Rache) und Eun Mi Suk (Die Gerechtigkeit).[4][5]